# 1603 w polityce

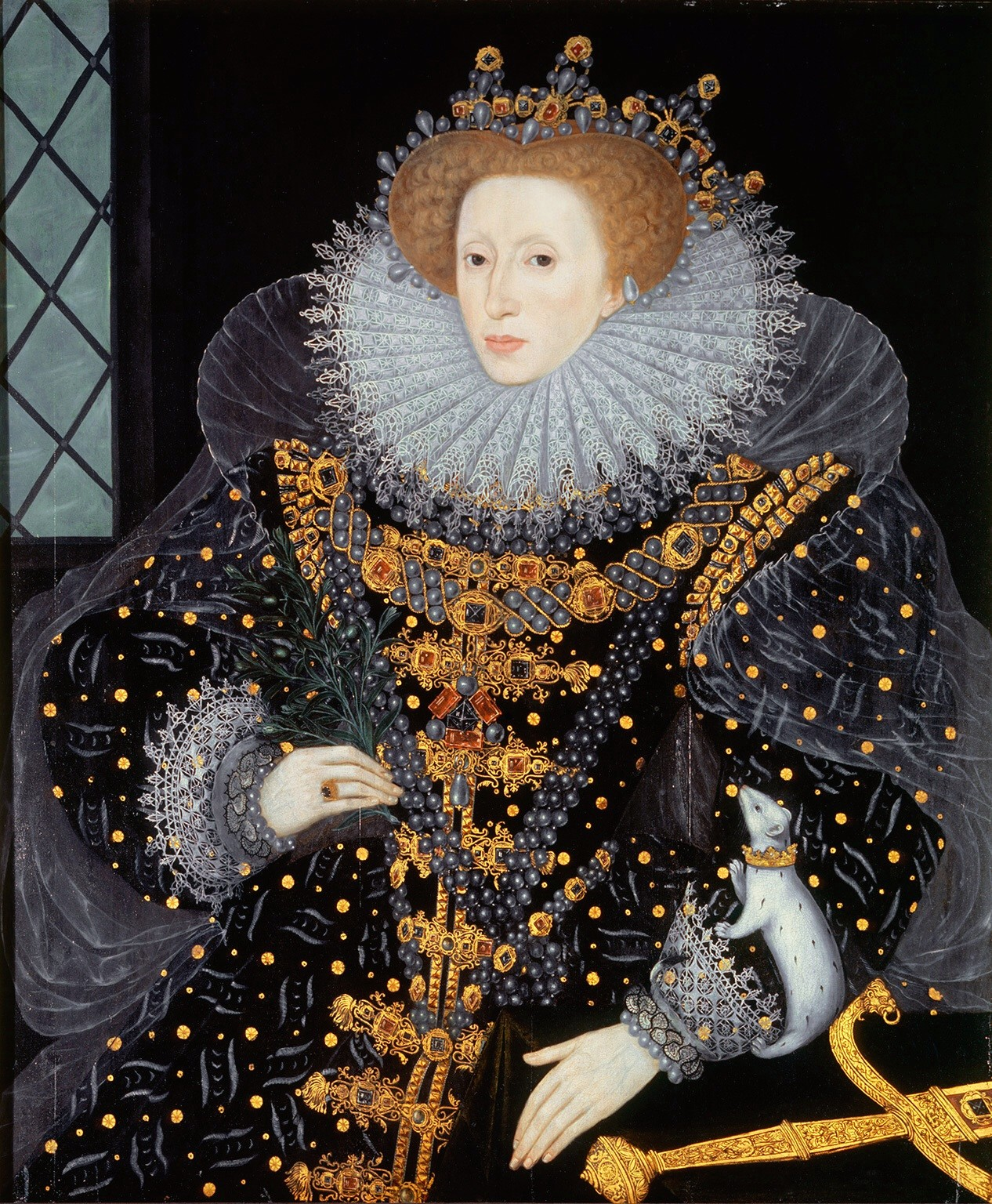
Elżbieta I Wielka

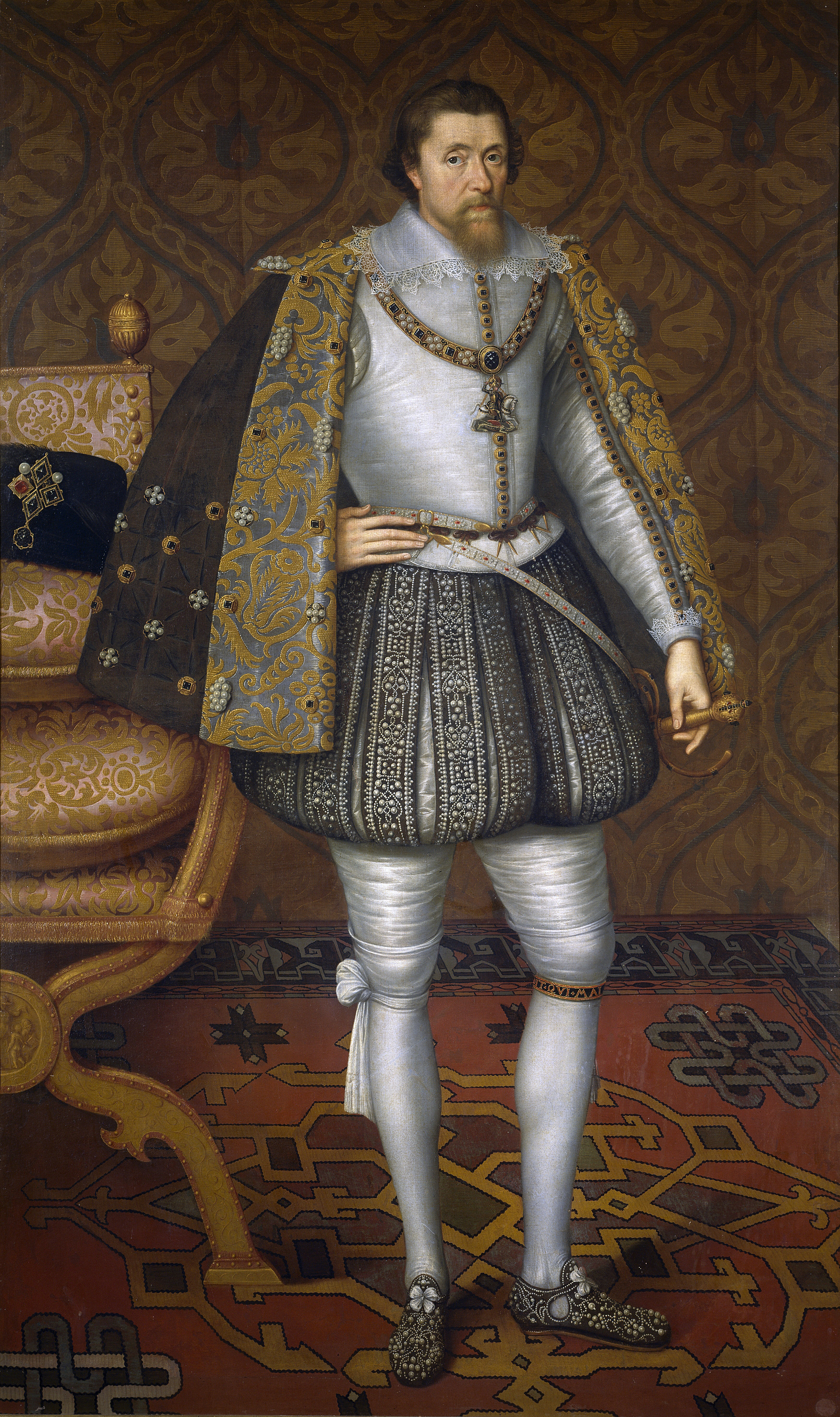
Jakub I Stuart

Wydarzenia polityczne w 1603 roku.

## Wydarzenia
- Jakub I Stuart wstępuje na tron Anglii[1].

## Zmarli
- 24 marca Elżbieta I Wielka, królowa Anglii od 1558, ostatnia władczyni z dynastii Tudorów[2][3].